# 富山県立高岡中部高等学校
富山県立高岡中部高等学校（とやまけんりつ たかおかちゅうぶこうとうがっこう）は、富山県高岡市にかつてあった高等学校。
1948年9月、富山県立高岡高等学校、富山県立高岡工芸高等学校、高岡市立高岡東部女子高等学校の3校を統合して設立された。1950年4月に高岡工芸高校が分離し、1952年度に家庭科の募集を停止（高岡東部女子高校の募集停止）したことにより、1953年度に高岡高校に復称した。

## 著名な出身者
- 藤子不二雄Ⓐ・藤子・F・不二雄 - 1949年入学、1952年卒業。藤子・F・不二雄は工業課程在籍であり、卒業時には高岡工芸高校となっていた。